# Autigny-le-Grand
Autigny-le-Grand település Franciaországban, Haute-Marne megyében. Lakosainak száma 130 fő (2022. január 1.). Autigny-le-Grand Osne-le-Val, Thonnance-lès-Joinville, Vecqueville, Autigny-le-Petit és Chatonrupt-Sommermont községekkel határos.

## Népesség
A település népességének változása:
| Lakosok száma | 297  | 230  | 220  | 175  | 156  | 152  | 149  | 138  | 132  | 130  |
|               | 1968 | 1982 | 1990 | 2006 | 2013 | 2015 | 2017 | 2019 | 2020 | 2022 |